# Old Venus
Old Venus est une anthologie composée de seize nouvelles (et une introduction) rassemblées par Gardner R. Dozois et George R. R. Martin. Elle est parue le 3 mars 2015 aux éditions Bantam Spectra. Toutes les nouvelles se déroulent sur la planète Vénus et sont écrites dans le style des pulps des années 1960. Cette anthologie peut être vue comme la continuation de Old Mars, éditée également par  Gardner R. Dozois et George R. R. Martin et parue en 2013.
Old Venus a obtenu le prix Locus de la meilleure anthologie 2016.

## Contenu
- (en) Introduction: Return to Venusport, 2015, par Gardner R. Dozois
- (en) Frogheads, 2015, par Allen Steele
- (en) The Drowned Celestrial, 2015, par Lavie Tidhar
- (en) Planet of Fear, 2015, par Paul J. McAuley
- (en) Greeves and the Evening Star, 2015, par Matthew Hughes
- (en) A Planet Called Desire, 2015, par Gwyneth Jones
- (en) Living Hell, 2015, par Joe Haldeman
- (en) Bones of Air, Bones of Stone, 2015, par Stephen Leigh
- (en) Ruins, 2015, par Eleanor Arnason
- (en) The Tumbledowns of Cleopatra Abysee, 2015, par David Brin
- (en) By Frogsled and Lizardback to Outcast Venusian Lepers, 2015, par Garth Nix
- (en) The Sunset of Time, 2015, par Michael Cassutt
- (en) Pale Blue Memories, 2015, par Tobias S. Buckell
- (en) The Heart's Filthy Lesson, 2015, par Elizabeth Bear
- (en) The Wizard of the Trees, 2015, par Joe R. Lansdale
- (en) The Godstone of Venus, 2015, par Mike Resnick
- (en) Botanica Veneris: Thirteen Papercuts by Ida Countess Rathangan, 2015, par Ian McDonald